# Comuna Novokarbivka, Liubașivka
Novokarbivka (în ucraineană Новокарбівка) este o comună în raionul Liubașivka, regiunea Odesa, Ucraina, formată din satele Bobrîțke, Ceaikivske, Cervonîi Iar, Dmîtrivske, Novokarbivka (reședința), Sîrivske și Șkarbînka.

## Demografie
Componența lingvistică a comunei Novokarbivka
     Ucraineană (83,48%)
     Română (12,54%)
     Rusă (3,01%)
     Alte limbi (0,49%)
Conform recensământului din 2001, majoritatea populației comunei Novokarbivka era vorbitoare de ucraineană (83,48%), existând în minoritate și vorbitori de română (12,54%) și rusă (3,01%).